# Claude Chabrol
Claude Chabrol (Parigi, 24 giugno 1930 – Parigi, 12 settembre 2010) è stato un regista, sceneggiatore, attore e critico cinematografico francese.
È considerato, insieme a Truffaut, Godard, Rivette, Rohmer, uno dei padri fondatori della Nouvelle Vague.

## Biografia
Figlio di un farmacista, Yves Chabrol e di Madeleine Delarbre, Chabrol si avvicina, giovanissimo, alla settima arte lavorando come proiezionista in un piccolo paesino. Dopo gli studi in scienze politiche, diventa critico dei  Cahiers du cinéma (nel 1957 pubblica con Éric Rohmer un libro su Alfred Hitchcock) fino a quando, nel 1958 fonda insieme a Jacques Rivette una casa di produzione cinematografica.
In quello stesso anno, partecipa alla nascita della Nouvelle Vague francese con il suo film d'esordio, Le beau Serge, considerato il primo film del movimento, a cui seguirà I cugini (1959), che vincerà l'Orso d'oro al Festival internazionale del cinema di Berlino. I suoi primi film, Le beau Serge e I cugini (1958-1959), che fanno esultare la critica, non entusiasmano però molto il pubblico, che ne scopre il talento solo negli anni sessanta con film più commerciali come La tigre ama la carne fresca, la cui sceneggiatura è scritta anche da Stéphane Audran, sua seconda moglie (la prima fu Agnès Marie-Madeleine Goute). Seguono altre pellicole dello stesso tenore (Landru, 1963; Les biches, 1968), fino a quando il regista riesce a conquistarsi una patente di coerenza e di moralità quale analista della borghesia di provincia (da Stéphane, una moglie infedele, 1968, e Il tagliagole, 1970, a L'amico di famiglia, 1973).
Negli anni settanta avviene l'incontro con l'attrice Isabelle Huppert, che diventa una delle interpreti preferite dal regista. Quegli anni saranno anni di cambiamenti per Claude Chabrol. Il regista non solo cambia molti dei suoi collaboratori, ma intraprende la sua carriera di film per la televisione e di opere dalle grandi coproduzioni. Riservò poi alla televisione una serie de I gialli insoliti di William Irish, che influì sullo stile oggettivo di Una gita di piacere (1974), cruda indagine matrimoniale, e di Alice (1977), girato alla maniera di Fritz Lang. Ha poi realizzato Violette Nozière (1978), Le cheval d'orgueil (1980), tratto da un romanzo di Pierre-Jakez Helias, Volto segreto (1986), Il grido del gufo (1987), Un affare di donne (1988), Giorni felici a Clichy (1990), Madame Bovary (1991), Betty (1992), L'inferno (1994).
La notorietà all'estero, però, gli arriva soprattutto con Un affare di donne (1988) e con le sue successive collaborazioni con la Huppert, in particolare con  Il buio nella mente , che vale la Coppa Volpi per la migliore interpretazione femminile alla musa del regista e alla sua partner, Sandrine Bonnaire. Ancora Isabelle Huppert è stata la protagonista di Rien ne va plus (1997) con Michel Serrault. Nel 1998 Chabrol ha firmato uno dei migliori film della sua lunga carriera, Il colore della menzogna, mentre nel 2000 il suo Grazie per la cioccolata è stato presentato fuori concorso alla Mostra del Cinema di Venezia.
Nel 2003 ha presentato al Festival di Berlino Il fiore del male, tratto da Qui est criminelle?, romanzo di Caroline Eliacheff che ha come tema centrale la colpa quale malattia ereditaria. Ha presentato fuori concorso a Venezia La damigella d'onore (2004) e L'innocenza del peccato (2007). I suoi film raccontano, spesso basandosi sui romanzi di Georges Simenon, una provincia il cui apparente conformismo borghese serve a coprire un vaso di Pandora, colmo di vizi e odi.
A quindici anni dalla morte, scrive Marcos Uzal su Cahiers du cinéma, non si parla più molto del grande, come viene definito, Claude Chabrol. La cattiva diffusione dei suoi film è in  parte riparata  nell'estate 2025 grazie a una retrospettiva di dodici tra loro al Fema (Festival La Rochelle Cinéma) dal 25 giugno al 7 luglio, ripresi poi nelle sale cinematografiche francesi a partire da 9 luglio. Il critico nell'articolo individua le questioni di fondo che hanno coinvolto Chabrol fin dall'inizio: perché le persone agiscono come agiscono? Nessun motivo, gelosia, vendetta o bramosia di denaro, sarà sufficiente  a spiegare il mistero dell'amore, dell'esistenza, del vivere. Il regista  ha sovente affermato di quanto fosse affascinato dalle stupidaggini dichiarando come l'intelligenza abbia dei limiti laddove le sciocchezze ne sono prive.

## Filmografia

### Regista

#### Lungometraggi
- Le beau Serge (1958)[7]
- I cugini (Les cousins) (1959)
- A doppia mandata (À double tour) (1959)
- Donne facili (Les bonnes femmes) (1960)
- I bellimbusti (Les godelureaux) (1961)
- L'avarizia (L'avarice) episodio del film I sette peccati capitali (Les sept péchés capitaux) (1962)
- L'occhio del maligno (L'Œil du Malin) (1962)
- Ofelia (Ophélia) (1963)
- Landru (1963)
- L'uomo che vendette la Tour Eiffel (L'Homme qui vendit la Tour Eiffel), episodio del film Le più belle truffe del mondo (Les plus belles escroqueries du monde) (1964)
- La peau de banane, Le draguer-type, Les interwievs-verité e La peche à la ligne, episodi di raccordo del film L'amore e la chance (La Chance et l'amour) (1964)
- La tigre ama la carne fresca (Le tigre aime la chair fraiche) (1964)
- La Muette, episodio del film Parigi di notte (Paris vu par...) (1965)
- Marie Chantal contro il dr. Kha (Marie-Chantal contre le docteur Kha) (1965)
- La tigre profumata alla dinamite (Le tigre se parfume à la dynamite) (1965)
- La linea di demarcazione (La ligne de démarcation) (1966)
- Le scandale - Delitti e champagne (Le scandale) (1967)
- Criminal story (La route de Corinthe) (1967)
- Les biches - Le cerbiatte (Les biches) (1968)
- Stéphane, una moglie infedele (La femme infidèle) (1969)
- Ucciderò un uomo (Que la bête meure) (1969)
- Il tagliagole (Le boucher) (1970)
- All'ombra del delitto (La Rupture) (1970)
- Sul far della notte (Juste avant la nuit) (1971)
- Dieci incredibili giorni (La décade prodigieuse) (1971)
- Trappola per un lupo (Docteur Popaul) (1972)
- L'amico di famiglia (Les noces rouges) (1973)
- Sterminate "Gruppo Zero" (Nada) (1974)
- Una gita di piacere (Une partie de plaisir) (1975)
- Gli innocenti dalle mani sporche (Les innocents aux mains sales) (1975)
- Profezia di un delitto (Les magiciens) (1976)
- Pazzi borghesi (Folies bourgeoises) (1976)
- Alice (Alice ou la dernière fugue) (1977)
- Rosso nel buio (Les liens du sang) (1978)
- Violette Nozière (1978)
- Le cheval d'orgueil (1980)
- I fantasmi del cappellaio (Les fantômes du chapelier) (1982)
- Il sangue degli altri (Le sang des autres) (1984)
- Una morte di troppo (Poulet au vinaigre) (1985)
- L'ispettore Lavardin (Inspecteur Lavardin) (1986)
- Volto segreto (Masques) (1987)
- Il grido del gufo (Le cri du hibou) (1988)
- Un affare di donne (Une affaire de femmes) (1988)
- Giorni felici a Clichy (Jours tranquilles à Clichy) (1990)
- Doctor M. (1990)
- Madame Bovary (1991)
- Betty (1992)
- L'oeil de Vichy (1993)
- L'inferno (L'enfer) (1994)
- Il buio nella mente (La cérémonie) (1995)
- Rien ne va plus - Il gioco è fatto (1997)
- Il colore della menzogna (Au coeur du mensonge) (1999)
- Grazie per la cioccolata (Merci pour le chocolat) (2000) Premio Louis-Delluc 2000
- Il fiore del male (La fleur du mal) (2003)
- La damigella d'onore (La demoiselle d'honneur) (2004)
- La commedia del potere (L'ivresse du pouvoir) (2006)
- L'innocenza del peccato (La fille coupée en deux) (2007)
- Bellamy (2009)

#### Cortometraggi e mediometraggi
- L'avarizia (L'avarice) episodio del film I sette peccati capitali (Les sept péchés capitaux) (1962)
- L'uomo che vendette la Tour Eiffel (L'homme qui vendit la Tour Eiffel) episodio de Le più belle truffe del mondo (Les plus belles escroqueries du monde) (1964)
- La Muette episodio di Parigi di notte (Paris vu par...) (1965)

#### Film per la TV
- Les gens de l'été, mediometraggio, episodio della serie televisiva Histoires insolites (1974)
- Monsieur Bébé, mediometraggio, episodio della serie televisiva Histoires insolites (1974)
- Une invitation à la chasse, mediometraggio, episodio della serie televisiva Histoires insolites (1974)
- Nul n'est parfait, mediometraggio, episodio della serie televisiva Histoires insolites (1974)
- Le banc de la désolation, mediometraggio, episodio della serie televisiva Nouvelles de Henry James (1976)
- 2+2=4 episodio della serie televisiva Madame le juge (1977)
- Monsieur Liszt, cortometraggio, episodio della serie televisiva Il était un musicien (1978)
- Monsieur Prokofiev, cortometraggio, episodio della serie televisiva Il était un musicien (1978)
- Monsieur Saint-Saëns, cortometraggio, episodio della serie televisiva Il était un musicien (1978)
- La boucle d'oreille, mediometraggio, episodio della serie televisiva Histoires insolites (1979)
- L'echafaud magique, episodio della serie televisiva Fantômas (1980)
- Le tramway fantôme, episodio della serie televisiva Fantômas (1980)
- Le système du docteur Goudron et du professeur Plume, mediometraggio per la TV (1981)
- Les affinités électives, film per la TV (1981)
- M. le maudit, film per la TV (1982)
- La danse de mort, film per la TV (1982)
- L'escargot noir, episodio della serie televisiva Les dossiers secrets de l'inspecteur Lavardin (1988)
- Maux croisés, episodio della serie televisiva Les dossiers secrets de l'inspecteur Lavardin (1988)
- Cyprien Katsaris, film per la TV (1996)
- Coup de vice, cortometraggio, episodio della serie televisiva Les redoutables (2001)
- La parure, film per la TV (2006)

### Sceneggiatore
Ove non espressamente indicato la regia è dello stesso Chabrol:
- Le coup du berger, cortometraggio, regia di Jacques Rivette (1956)
- Le beau Serge (1958)
- I cugini (Les cousins) (1959)
- A doppia mandata (À double tour) (1959)
- Donne facili (Les bonnes femmes) (1960)
- I bellimbusti dapprima distribuito in Italia con il titolo di Parigi di notte (Les godelureaux) (1961)
- L'avarizia (L'avarice) episodio del film I sette peccati capitali (Les sept péchés capitaux) (1962)
- L'occhio del maligno (L'Œil du Malin) (1962)
- Ofelia (Ophélia) (1963)
- L'uomo che vendette la Tour Eiffel (L'homme qui vendit la Tour Eiffel) episodio de Le più belle truffe del mondo (Les plus belles escroqueries du monde) (1964)
- La tigre ama la carne fresca (Le tigre aime la chair fraiche), non accreditato (1964)
- La Muette episodio di Parigi di notte (1965)
- Marie Chantal contro il dr. Kha (Marie-Chantal contre le docteur Kha) (1965)
- La linea di demarcazione (La ligne de démarcation) (1966)
- Les biches - Le cerbiatte (Les biches) (1968)
- Stéphane, una moglie infedele (La femme infidèle) (1969)
- Ucciderò un uomo (Que la bête meure) (1969)
- Il tagliagole (Le boucher) (1970)
- All'ombra del delitto (La Rupture) (1970)
- Sul far della notte (Juste avant la nuit) (1971)
- L'amico di famiglia (Les noces rouges) (1973)
- Sterminate gruppo Zero (Nada) (1974)
- Gli innocenti dalle mani sporche (Les innocents aux mains sales) (1975)
- Profezia di un delitto (Les magiciens) (1976)
- Pazzi borghesi (Folies bourgeoises) (1976)
- Alice (Alice ou la dernière fugue) (1977)
- 2+2=4 episodio della serie televisiva Madame le juge (1977)
- Rosso nel buio (Les liens du sang) (1978)
- Monsieur Saint-Saëns, cortometraggio, episodio della serie televisiva Il était un musicien (1978)
- Le Cheval d'orgueil (1980)
- I fantasmi del cappellaio (Les fantômes du chapelier) (1982)
- Una morte di troppo (Poulet au vinaigre) (1985)
- L'ispettore Lavardin (1986)
- Volto segreto (Masques) (1987)
- Il grido del gufo (Le cri du hibou) (1988)
- Un affare di donne (Une affaire de femmes) (1988)
- Les dossiers secrets de l'inspecteur Lavardin (1989 - serie televisiva)
- Giorni felici a Clichy (1990)
- Madame Bovary (1991)
- Betty (1992)
- L'inferno (1994)
- Il buio nella mente (1995)
- Rien ne va plus (1997)
- Il colore della menzogna (1999)
- Grazie per la cioccolata (2000)
- Il fiore del male (2003)
- La damigella d'onore (La demoiselle d'honneur) (2004)
- La commedia del potere (Ivresse du pouvoir) (2006)
- L'innocenza del peccato (La fille coupée en deux) (2007)
- Bellamy (2009)

### Attore
- Le coup du berger (1956)
- Le beau Serge (1958)
- A doppia mandata (1959)
- Donne facili (1960)
- I giochi dell'amore (1960)
- Parigi ci appartiene (1960)
- I bellimbusti dapprima distribuito in Italia con il titolo di Parigi di notte (1961)
- Saint Tropez Blues (1961)
- La casa del peccato (1961)
- L'avarizia (L'avarice), episodio del film I sette peccati capitali (Les sept péchés capitaux) (1962)
- Touch of Treason (1962)
- L'occhio del maligno (L'Œil du Malin) (1962)
- Les durs à cuire (1964)
- Parigi di notte (1965)
- Marie Chantal contro il dr. Kha (1965)
- La tigre profumata alla dinamite (1965)
- Brigitte and Brigitte (1965)
- Brigitte and Brigitte (1966)
- Criminal story (1967)
- Les biches - Le cerbiatte (1968)
- La donna scarlatta (1968)
- Et crac (1969)
- As Far as Love Can Go (1971)
- La sedia a rotelle (1972)
- L'altra faccia del vento (1972)
- Le permis de conduire (1974)
- La Bonne Nouvelle (1974)
- Pazzi borghesi (1976)
- L'animale (1977)
- Les folies d'Élodie (1981)
- Les Voleurs de la nuit, regia di Samuel Fuller (1984)
- Polar (1984)
- Homicide by Night (1984)
- Follow My Gaze (1986)
- Io odio gli attori (1986)
- Sale destin (1987)
- Jeux d'artifices (1987)
- L'été en pente douce (1987)
- Sueurs froides (1988 - serie televisiva)
- Alouette (1988)
- Sam suffit (1992)
- Cubic (1996 - serie televisiva)
- Tu devrais faire du cinéma (2002)
- La deuxième vérité (2003 - film per la tv)